# Кухулин
Кухулин (kʊˈxʊlɪn) или Кукалин (kuːˈkʌlɪn), ирски митолошки херој који се појављује у Алстерском циклусу прича, као и у шкотском и менском фолклору. Син је бога Луга и Дихтин (сестре Конхобара, Несовог сина), а првобитно се звао Сетанта ['ʃeːdantə].
Познатије име стекао је као дечак пошто је у самоодбрани убио Кулановог бесног пса-чувара и понудио се да га мења док се не подигне замена. У седамнаестој години једном руком бранио је Алстер од војски краљице Медб из Конота. Проречено је да ће му велики подвизи дати вечну славу, али да ће му живот бити кратак. Из тог разлога пореди се са Ахилејом. Познат је по свом застрашујућем ратном лудилу у ком постаје непрепознатљиво чудовиште које не зна ни за пријатеље ни за непријатеље. Бори се из бојних кола, којима управља Лојг [Loiɣ], а које вуку коњи Лијат Маха [Lʴiaθ 'maxa]  и Дув Санглен [duv 'sanʴɣʴlʴeN].